# Kartveelse talen
De Kartveelse talen of Zuid-Kaukasische talen vormen een van de taalfamilies die om geografische redenen doorgaans worden samengevat als Kaukasische talen.
De Zuid-Kaukasische talen worden gesproken ten zuiden van de Grote Kaukasus, in Georgië en Turkije. Tot de familie behoren vijf talen:
- Georgisch
  - Judeo-Georgisch
- Mingreels
- Lazisch
- Svanetisch

Het Mingreels (gesproken door christenen in Georgië) en het Lazisch (gesproken door moslims in Turkije) vormen samen het Tzanisch en worden soms ook als één taal opgevat.
Het Judeo-Georgisch, Kivruli of Groezinisch wordt nu vooral gesproken binnen Israël, maar komt oorspronkelijk uit Georgië en is de taal van de Joods-Georgische minderheid.
Pogingen om de Zuid-Kaukasische talen onder te brengen in grotere taalfamilies zijn tot dusver weinig succesvol gebleken. Wel wordt de familie meestal betrokken in de reconstructie van het vooralsnog hypothetische Nostratisch, dat de meeste taalfamilies van Eurazië omvat.

Georgisch · Lazisch · Mingreels · Svanetisch